# 都築久義
都築 久義（つづき ひさよし、1940年8月3日 - 2020年6月20日）は、日本文学研究者、愛知淑徳大学名誉教授。専門は尾崎士郎。

## 経歴・人物
愛知県安城市生まれ。早稲田大学教育学部国文学科卒。在学中から尾崎士郎に師事し、彼の文学全集編纂に参加。早稲田大学卒業後、愛知県立大府高等学校教諭（1963年～1966年）、愛知県立安城高等学校教諭（1966年～1974年）を経て、1972年、金城学院大学短期大学部兼任講師に着任。その後、1974年、愛知淑徳短期大学専任講師、翌年助教授、82年に教授。2011年3月、定年退職し、同大学名誉教授。
1963年に雑誌『士郎研究』を創刊、復刊27号（2018年）まで刊行された。1986年度から2010年度まで、愛知淑徳大学文芸倶楽部の顧問を務めた。

## 所属学会
- 日本近代文学会
- 昭和文学会
- 愛知淑徳大学国文学会

## 寄稿

### 論文

#### 1960年代
- 「人生劇場(士郎)」 - 『國文學 解釈と教材の研究』第11巻第12号(学灯社)　1966.10
- 「戦時下の新美南吉」 - 『日本児童文学』(日本児童文学者協会) 小峰書店 1968.10

#### 1970年代
- 「作家以前の尾崎士郎―その社会主義運動について」 - 『国文学研究』第49号(早稲田大学国文学会)  1973.2
- 「作家以前の尾崎士郎―雑誌「国家社会主義」と「批評」を中心に」 - 『金城国文』第19巻第2号(金城学院大学国文学会)  1973.3
- 「窪川鶴次郎論 : 戦時体制下の文学者 (一)」 - 『淑徳国文』第16号(愛知淑徳短期大学国文学会)  1975.1
- 「石川達三論 : 戦時体制下の文学者 (二)」 - 『研究紀要』第14号(愛知淑徳短期大学研究紀要編集委員) 1975.2.25
- 「保田与重郎と亀井勝一郎 : 日本浪漫派への道」 - 『愛知淑徳大学論集 文学研究科・文学部篇』第01号(愛知淑徳大学国文学会)　1976.3.31
- 「「人生劇場」の評価」 - 『表現学論考 : 今井文男教授還暦記念論集』1976
- 「茂木久平 : 異端の売文社員（一）」 - 『愛知淑徳大学論集 文学研究科・文学部篇』第02号(愛知淑徳大学国文学会)　1977.3.31
- 「尾崎士郎と平林初之輔 : 「ごろつき」論争をめぐって」 - 『愛知淑徳大学論集 文学研究科・文学部篇』第03号(愛知淑徳大学国文学会)　1978.3.31
- 「尾崎士郎と橋本徹馬 : もう一つの政治運動」 - 『愛知淑徳大学国語国文』第01号(愛知淑徳大学国文学会)  1978.3.31
- 「佐々三雄素描」 - 『愛知淑徳大学論集 文学研究科・文学部篇』第04号(愛知淑徳大学国文学会)　1979.3.31

#### 1980年代
- 「戦時体制下の文学者 : ペン部隊を中心に」 - 『愛知淑徳大学論集 文学研究科・文学部篇』第05号(愛知淑徳大学国文学会)　1980.1.15
- 「尾崎士郎「人生劇場」のお袖」(名作の中のおんな101人) - 『國文學|國文學 解釈と教材の研究』第25巻第4号(学灯社)　1980.3
- 「尾崎一雄「暢気眼鏡」の芳枝」(名作の中のおんな101人) - 『國文學 解釈と教材の研究』第25巻第4号(学灯社)　1980.3
- 「石川達三「結婚の生態」の其志子」(名作の中のおんな101人) - 『國文學 解釈と教材の研究』第25巻第4号(学灯社)　1980.3
- 「杉山平助論」 - 『愛知淑徳大学論集 文学研究科・文学部篇』第06号(愛知淑徳大学国文学会)　1981.3.10
- 「上田広素描 : 戦時体制下の文学者 (三)」 - 『愛知淑徳大学論集 文学研究科・文学部篇』第07号(愛知淑徳大学国文学会)　1981.12.10
- 「棟田博論 : 戦時体制下の文学者 (四)」 - 『愛知淑徳大学論集 文学研究科・文学部篇』第08号(愛知淑徳大学国文学会)　1982.12.10
- 「戦争と太宰治」 - 『國文學 解釋と鑑賞』第48巻第9号(至文堂)　1983.6
- 「国策文学について」 - 『國文學 解釋と鑑賞』第48巻第11号(至文堂)　1983.8
- 「戦時下の文学賞」 - 『國文學 解釋と鑑賞』第48巻第11号(至文堂)　1983.8
- 「戦時下文学の研究・参考文献目録」 - 『國文學 解釋と鑑賞』第48巻第11号(至文堂)　1983.8
- 「戦時下の光太郎」(特集 高村光太郎)  - 『國文學 解釋と鑑賞』第49巻第9号(至文堂)　1984.7
- 「「文芸日本」について」 - 『淑徳国文』第26号(愛知淑徳短期大学国文学会)  1984.12.25
- 「論題 : 花の町」(特集 井伏鱒二の世界)  - 『國文學 解釋と鑑賞』第50巻第4号(至文堂)　1985.4
- 「徳富蘇峰 ナショナリズムの形成」 - 『昭和文学研究』第12集(昭和文学会編集委員会 編) 笠間書院　1986.1
- 「作家の徴用」 - 『愛知淑徳大学論集 文学研究科・文学部篇』第11号(愛知淑徳大学国文学会)　1986.3.10
- 「日本文学報国会への道 : 戦時下の文学運動」 - 『愛知淑徳大学論集 文学研究科・文学部篇』第13号(愛知淑徳大学国文学会)　1988.2.10
- 「論題 : 人生劇場(青春扁)」(特集 近代文学に描かれた青春)  - 『國文學 解釋と鑑賞』第54巻第6号(至文堂)　1989.6

#### 1990年代
- 「いま大学では―女子大の伝統校が男女共学に」 - 『大学と教育』第18号(東海高等教育研究所) 1996.10
- 「宇野千代と尾崎士郎 : その出会いと別れ」 - 『愛知淑徳大学国語国文』第20号(愛知淑徳大学国文学会)  1997.3.20
- 「教師 新美南吉論」 - 『愛知淑徳大学国語国文』第21号(愛知淑徳大学国文学会) 1998.3.20
- 「大いなる日に」(特集 高村光太郎の世界)  - 『國文學 解釋と鑑賞』第63巻第9号(至文堂)　1998.9
- 「大東亜戦争私観」(特集 武者小路実篤の世界) - 『國文學 解釋と鑑賞』第64巻第2号(至文堂)　1999.2

#### 2000年代
- 「太宰治「斜陽」私感」 - 『愛知淑徳大学論集 文学研究科・文学部篇』第25号(愛知淑徳大学国文学会)　2000.3.10
- 「阿川弘之論 : 戦争体験と戦争文学」 - 『愛知淑徳大学論集 文学研究科・文学部篇』第26号(愛知淑徳大学国文学会)　2001.3.10
- 「尾崎士郎と川端康成」 - 『愛知淑徳大学論集 文学研究科・文学部篇』第27号(愛知淑徳大学国文学会)　2002.3.15
- 「日本浪曼派私感」(特集=日本浪曼派とその周辺) - 『國文學 解釋と鑑賞』第67巻第5号(至文堂)　2002.5
- 「尾崎士郎と中国」 - 『愛知淑徳大学論集 文学研究科・文学部篇』第28号(愛知淑徳大学国文学会)　2003.3.15
- 「「人生劇場」に描かれた父親像」(特集 近代文学に描かれた父親像) - 『國文學 解釋と鑑賞』第69巻第4号(至文堂)　2004.4
- 「石川達三の戦中・戦後 : 文学者の戦争責任をめぐって」 - 『愛知淑徳大学論集 文学研究科・文学部篇』第32号(愛知淑徳大学国文学会)　2007.3.15
- 「論題 : 吉江喬松『伊良湖の旅』」(特集=旅と文学) - 『國文學 解釋と鑑賞』第72巻第4号(至文堂)　2007.4
- 「尾崎士郎の文学的出発」 - 『愛知淑徳大学論集 文学研究科・文学部篇』第33号(愛知淑徳大学国文学会)　2008.3.15

#### 2010年代
- 「尾崎士郎の落第 : 中学時代の人間形成」 - 『愛知淑徳大学論集 文学研究科・文学部篇』第35号(愛知淑徳大学国文学会)　2010.3.15
- 「早稲田の青春「人生劇場」の舞台」 - 『愛知淑徳大学論集 文学研究科・文学部篇』第36号(愛知淑徳大学国文学会)　2011.3.15
- 「「人生劇場」の評価」 - 『言語表現学叢書 第3巻 (文学の言語表現学)』(表現学会) 清文堂出版 2013.6

### 年譜・随想
- 「年譜」 - 『昭和国民文学全集 18 (尾崎士郎集)』 筑摩書房 1974.3.10
- 「随想 永沼憲男」 - 『中部財界』第17巻16号(中部財界社) 1974.10
- 「年譜」 - 『昭和国民文学全集 増補新版 23 (尾崎士郎集)』 筑摩書房 1979
- 「佐藤一英氏訪問記」 - 『愛知淑徳大学国語国文』第02号(愛知淑徳大学国文学会)  1979.3.31
- 「東北文学紀行」 - 『愛知淑徳大学国語国文』第04号(愛知淑徳大学国文学会)  1981.1.15
- 「西田正好先生の学問 : 追悼西田正好先生」 - 『愛知淑徳大学国語国文』第04号(愛知淑徳大学国文学会)  1981.1.15
- 「尾崎士郎愛知二中学友会報寄稿文 : 資料紹介」 - 『愛知淑徳大学国語国文』第10号(愛知淑徳大学国文学会)  1987.1.15
- 「創刊号に寄せて」 - 『新しい文学』[4]創刊号(愛知淑徳大学 文芸倶楽部) 1987.1.23
- 「文学ぶらりぶらり 中部の人と作品」(全31回) - 『中日新聞』1988.6.15〜1988.7.27
- 「「文学」の灯を守り育てて下さい」 - 『新しい文学』第一期卒業生記念増刊号(愛知淑徳大学文芸倶楽部) 1989.3.25
- 「国文学科の十五年 : 今井先生との思い出」 - 『愛知淑徳大学国語国文』第14号(愛知淑徳大学国文学会)  1991.3.20
- 「開学当初の国文学科」 - 『愛知淑徳大学国語国文』第34号 都築久義教授退職記念(愛知淑徳大学国文学会) 2011.3.20
- 「西田先生のこと、わたしのこと」 - 『天然水』vol.61 (愛知淑徳大学文芸倶楽部) 2017.10.28

## 著書
- 『新美南吉ノート 安城高女時代』私家版 1968.1
- 『評伝 尾崎士郎』ブラザー出版 1971
- 『実説人生劇場 尾崎士郎の生涯』白馬出版 1972
- 『尾崎士郎』逝水選書7 三交社 1974
- 『文学風土記 愛知の作家達』白馬出版 1974
- 『戦時体制下の文学者』笠間書院 1976
- 『東海文学紀行』中部日本教育文化会 1979.11.15
- 『若き日の尾崎士郎』笠間書院 1980
- 『戦時下の文学』和泉書院 1985
- 『愛知淑徳大学と共に』私家版 2011.3.31

### 共著
- 『滅びゆくものの美 赤穂浪士元禄事件』平尾孤城共著 三交社 逝水選書 1974
- 『東海の近代文学』安藤靖彦、板垣公一・栗田泰・助川徳是共編 双文社出版 1977
- 『作家の自伝 14 尾崎士郎』日本図書センター シリーズ・人間図書館 1994

## 参考
- 「都築久義教授 略歴・研究業績 （都築久義教授退職記念）」『愛知淑徳大学国語国文』2011年3月